# Corpus hermeticum
El Corpus hermeticum es una colección de 24 textos sagrados escritos en lengua griega que contienen los principales axiomas y creencias de las tendencias herméticas. En ellos se trata de temas como la naturaleza de lo divino, el surgimiento del Cosmos, la caída del Hombre del paraíso, así como las nociones de Verdad, de Bien y de Belleza.
Aunque la palabra corpus suele reservarse para el conjunto entero de escritos existentes relacionados con algún autor o tema, el Corpus hermeticum sólo contiene una pequeña selección de textos herméticos existentes (conocidos como Hermética). Sus tratados individuales fueron citados por muchos escritores tempranos desde los siglos II y III d. C., pero la compilación como tal sólo está atestiguada por primera vez en los escritos del filósofo bizantino Miguel Psellos (c. 1017-1078).

## Contenido
Según la tradición, el Corpus fue redactado por Hermes Trismegisto, originariamente una simple transfiguración del dios egipcio Thot, pero que posteriormente fue tenido por un sabio que en tiempos atávicos había fundado la alquimia y otras ciencias herméticas. Estudiosos judíos y renacentistas como Marsilio Ficino, lo consideraban contemporáneo de Moisés.
Las obras de Hermes Trismegisto, que se denominaban con el nombre genérico de Hermética, tuvieron una influencia muy importante en el desarrollo del mundo espiritual del Renacimiento, particularmente en las obras de autores tales como Pico della Mirandola y otros entusiastas de la alquimia y el neoplatonismo.
El Corpus comienza con la revelación de Poimandres (uno de los epítetos con el cual se nombra al dios de los gnósticos y los neoplatonistas), a Hermes Trismegisto durante el sueño.
Los textos afirmaban ser meras traducciones griegas de originales egipcios, si bien estudios filológicos modernos, como los de Isaac Casaubon y Yates, postulan que estos textos corresponderían total o parcialmente a una posterior redacción griega original que surgió probablemente entre los siglos II y III de nuestra era. Fueron ampliamente leídos en los últimos siglos de la Antigüedad clásica y algunas sectas religiosas, como la de los harranitas (que tomaron el nombre de sabeos tras la conquista islámica), los adaptaron como libros canónicos. Aunque su uso fue decayendo con la cristianización del Imperio romano, todavía en el siglo V San Agustín de Hipona argumentaba contra los textos.
El Corpus hermeticum fue recuperado por Cosme de Médici en 1463, que adquirió un manuscrito bizantino que contenía los primeros XIV libros, los cuales fueron traducidos ese mismo año al latín por el humanista florentino Marsilio Ficino. En 1471, gracias a la imprenta se publicaría la primera versión impresa.

## Estructura
La estructura del Corpus es la siguiente:
CORPUS HERMETICUM (tratados I–XIV, XVI–XVIII)
- Tratado I. De Hermes Trimegisto: Poimandres.
- Tratado IIA. De Hermes a Tat: discurso universal (tratado perdido).
- Tratado IIB. (Título perdido. Falta el comienzo del tratado y el título; según Estobeo era De Hermes: de los discursos a Asclepio. Tema: el movimiento. Denominaciones de dios).
- Tratado III. De Hermes: discurso sagrado.
- Tratado IV. De Hermes a Tat: la crátera o la Unidad.
- Tratado V. De Hermes a Tat, su hijo: que dios es invisible y, a la vez, muy evidente.
- Tratado VI. Que el bien sólo es en dios y en ningún otro.
- Tratado VII. Que la ignorancia de dios es el mayor mal entre los hombres.
- Tratado VIII. Que ningún ser perece, sino que equívocamente se denomina destrucción y muerte a lo que no es sino cambio.
- Tratado IX. En torno al pensar y al sentir [Que sólo en dios y en ningún otro existe lo Bello y lo Bueno].
- Tratado X. De Hermes Trimegisto: la llave.
- Tratado XI. El pensamiento a Hermes.
- Tratado XII. De Hermes Trimegisto a Tat: el pensamiento común.
- Tratado XIII. De Hermes Trimegisto a su hijo Tat: discurso secreto de la montaña, en torno a la regeneración y al voto de silencio.
- Tratado XIV. De Hermes Trimegisto a Asclepio.
- Tratado XVI. De Asclepio al rey Amón: definiciones.
- Tratado XVII. (Lo incorpóreo).
- Tratado XVIII. Sobre cómo el alma es obstaculizada por las afecciones del cuerpo.
- Anexo del códice VI Nag Hammadi. La Ogdóada y la Enéada.

## Edición en castellano
- Textos herméticos. Traducción del griego Francesc Xavier Renau Nebot. Incluye Corpus hermeticum [Anexo del Códice VI Nag Hammadi. La Ogdóada y la Enéada], Extractos de Estobeo, Asclepio [Anexo. Nag Hammadi VI 8: Fragmento del Lógos téleios], Fragmentos diversos, Definiciones herméticas armenias, Apéndices e Índices de nombres propios y de la doctrina hermética, 1999 [1ª edición, 2ª impresión]. Madrid: Editorial Gredos. ISBN 978-84-249-2246-7.
- Corpus hermeticum y Asclepio. Edición Brian P. Copenhaver, traducción del inglés Jaume Pórtulas y Cristina Serna, 2000. Madrid: Editorial Siruela. ISBN 978-84-7844-490-8.